# Tanytarsus flavellus
Tanytarsus flavellus är en tvåvingeart som beskrevs av Zetterstedt 1838. Tanytarsus flavellus ingår i släktet Tanytarsus och familjen fjädermyggor.
Artens utbredningsområde är Sverige. Inga underarter finns listade i Catalogue of Life.